# جايسون بوند
جايسون بوند (بالإنجليزية: Jason Bond)‏ (و. – م) هو أحيائي، وعالم العنكبوتيات، وعالم حيواني، من الولايات المتحدة الأمريكية.

## التعليم
تعلم في جامعة فرجينيا للتقنية، وجامعة كارولاين الغربية.